# Unruochingen
De Unruochingen waren een Frankische adellijke familie, die haar oorsprong had in Noord-Frankrijk en België. Zij behoorden tot de Frankische rijksadel.
De Unruochingen waren verwant aan de Karolingen. Zij heersten van het eind van 8e tot het midden van 10e eeuw, onder andere in delen van het huidige Noord-Italië.
Bekende leden van het geslacht:
- Markgraaf Eberhard van Friuli
- Koning Berengarius I van Italië, keizer van Heilige Roomse Rijk

## Leden
1. Unruoch I (* rond 736 - † rond 810) Frankische rijksadel, weinig van bekend
  1. Unruoch II van Ternois (* rond 780 - † voor 853) 811 graaf, 839 graaf van Ternois, daarna geestelijke in de Abdij van Sint-Bertinus, ∞ Engeltrude
    1. Berengarius van Toulouse (* rond 800 - † 835), 819 graaf van Toulouse, markgraaf von Septimanië
    2. Eberhard († 866) markgraaf von Friuli, ∞ Gisela (* einde 819/822 - † na 1 juli 874), dochter van keizer Lodewijk de Vrome, begraven in Cysoing
      1. Eberhard (* rond 837 - † voor 20 juni 840)
      2. Ingeltrude van Friuli (* 837/840 - † na 2 april 840)
      3. Unruoch III van Friuli (* rond 840 - † 874 na 1 juli), 866 markgraaf van Friuli, ∞ Ava, dochter van hertog Liutfried (Etichonen)
      4. Berengarius I van Friuli (* rond 840/845 - † 924), 874 markgraaf van Friuli, 888 koning van Italië, 915  keizer van Heilige Roomse Rijk, ∞ I rond 880/890 Bertila van Spoleto († voor december 915) dochter van hertog Suppo II, graaf van Camerino, ∞ II voor december 915 Anna († na mei 936) 
        1. Dochter ∞ NN, neef van de bisschop Liutvard van Vercelli
        2. Gisela (* rond 880/885 - † rond 910/915) ∞ voor 900 Adalbert I. de Rijke († rond 923) markgraaf van Ivrea
          1. Berengarius II van Italië († 966) markgraaf van Ivrea en koning van Italië

        3. Bertha († na 952), 915 abdis van San Salvatore in Brescia

      5. Adalhard van Burc († na 1 juli 874) lekenabt van Cysoing, ∞ Swanaburc
        1. Eberhard (* rond 856 - † na 889), 888 bez. als graaf in de Sülichgau, ∞ Gisela (dochter van graaf Waltfred van Verona)
          1. Judith ∞ Arnulf I. "de Boze", hertog van Beieren

      6. Rudolf († 1 mei 892) graaf, na 874 abt van Cysoing en de Abdij van Sint-Vaast
      7. Alpais († jong) begraven in Cysoing
      8. Heilwig († na 895) ∞ I voor 874 Hucbald - wohl Hucbald von Dillingen - († na 890) graaf van Ostrevant, ∞ II na 890 Roger I. († 926) graaf van Laon
      9. Gisela († april 863) geestelijke in de San Salvatore in Brescia
      10. Judith († 863/881) ∞ Koenraad II markgraaf van Bourgondië, graaf van Auxerre († 881)

    3. Adalhard († 3 April 864) abt van de Abdij van Sint-Bertinus en de abdij van Sint-Amand in Saint-Amand-les-Eaux.
    4. Dochter ∞ Suppo III., markgraaf von Spoleto 871/875